# Bárbara Mori

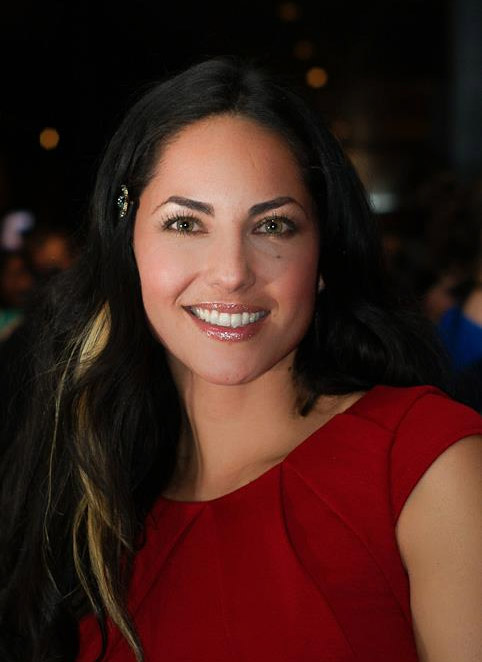
Bárbara Mori (2013)

Bárbara Mori Ochoa (* 2. Februar 1978 in Montevideo) ist eine uruguayisch-mexikanische Schauspielerin und Model. Im deutschen Raum ist sie vor allem durch die Telenovela Rubí – Bezauberndes Biest aus dem Jahr 2004 bekannt.

## Leben und Karriere
Bárbara Mori wurde als zweites von drei Kindern des Ehepaares Yuyi Mori Kaito und Rosario Ochoa Al-Haddad geboren. Ihr Vater ist Japaner, ihre Mutter ist eine in Uruguay geborene Libanesin.
Als Teenager arbeitete Mori einige Jahre als Model für den Designer Marcos Toledo. Mit 17 Jahren verließ sie ihr Elternhaus und begann 1996 eine Ausbildung im Centro de Estudios de Formación Actoral (CEFAC) von TV Azteca.
Mori hat ein Kind mit dem mexikanischen Produzenten Sergio Mayer. Sie ist seit dem 27. Februar 2016 mit dem Baseballspieler Kenneth Ray Sigman verheiratet.

## Filmografie (Auswahl)

### Fernsehen
- 1999: Me muero por ti
- 1997: Al norte del corazón
- 1997: Tric Trac
- 1998: Azul tequila
- 2001: Amores Querer con Alevosía
- 2002: Súbete a mi moto
- 2003: Mirada de Mujer: El Regreso
- 2003: Amor descarado
- 2004: Rubí – Bezauberndes Biest

### Kinoproduktionen
- 1997: Mirada de mujer
- 2001: Inspiración
- 2005: La mujer de mi hermano
- 2006: Pretendiendo
- 2007: Por siempre
- 2008: Violanchelo
- 2008: Cosas insignificantes
- 2009: Kites
- 2009: La ultima muerte
- 2023: Lost in the Night (Perdidos en la noche)